# بووال شمالی، کوئینزلند
بووال شمالی (به انگلیسی: North Booval) یک منطقهٔ مسکونی در استرالیا است که در کوئینزلند واقع شده‌است.